# Gestank
Gestank (wie mittelhochdeutsch stinken von althochdeutsch stinkan: stinken, übel riechen, ursprünglich – bis zum frühen Mittelalter – einen Geruch von sich geben, duften) ist eine als unangenehm empfundene olfaktorische Wahrnehmung mit meist abstoßender Wirkung durch fauligen oder jauchigen Geruch, die bis zum Ekel führen kann.

## Wahrnehmung
Dieser Empfindung liegt ein beim Menschen erhalten gebliebener Schutzinstinkt zu Grunde, der ihn davor schützen sollte, Verdorbenes und Giftiges (vgl. Brom) aufzunehmen. Riechorgan zur Gestankswahrnehmung ist die menschliche Nase.

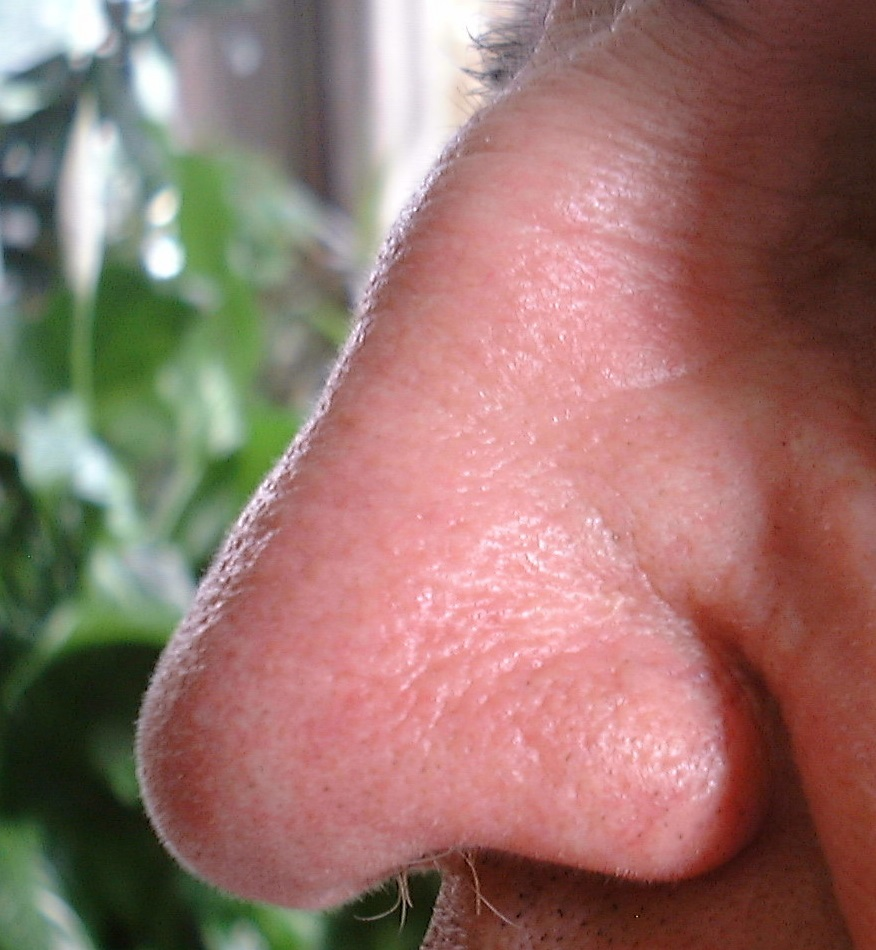
Menschliche Nase

Bei vielen Stoffen hängt es von der Konzentration ab, ob sie als angenehm oder unangenehm wahrgenommen werden. Beispielsweise riecht Skatol (der Hauptverursacher des Geruchs von Kot) in geringen Konzentrationen angenehm und wird deswegen in Spuren Parfüms beigemengt. Auch das Verhältnis des Wahrnehmenden zu dem, was da riecht, spielt – z. B. in der Sexualität – eine bedeutende Rolle.
Die Intensität von Gerüchen und damit auch von Gestank wird individuell sehr unterschiedlich wahrgenommen, lässt sich aber vergleichen, wenn man Emissionen misst. Die einschlägige Größe für die physiologische Wahrnehmung ist die Europäische Geruchseinheit.

## Beispiele
Gestank entsteht häufig in der Folge von Zersetzungsprozessen, bei denen Fäulnisbakterien eine Rolle spielen. In der Biologie sind stinkende Duftstoffe entweder ein Mittel zur Abwehr von Fressfeinden oder werden als Lockstoff für aasfressende Organismen eingesetzt. Das Tier, das wohl am häufigsten damit in Verbindung gebracht wird, ist das Stinktier. Aber auch in der Insektenwelt ist z. B. die Grüne Stinkwanze als unangenehm riechend bekannt.
Gestank entsteht häufig bei
- verderbendem Obst, Fleisch und anderen Lebensmitteln wie saurer Milch oder ranziger Butter (siehe Fäulnisprozesse)
- Ausstoß von Verdauungsgasen bei Mensch und Tier (Flatus)
- bakterieller Zersetzung von Schweiß, Menstruationsblut, Erbrochenem
- Festgesetztem Zigarettenrauch in Kleidung und Räumen
- Verwesung von Aas, Jauche
- Insektenlockdüften von Pflanzen und Pilzen (Aasgeruch), z. B. Stinkmorchel
- tierischen Duftmarken (vgl. die Zibetkatze)
- Anwendung von Abwehrmechanismen durch Tiere, z. B. Stinktier
- chemischen Reaktionen z. B. Verbrennung oder als Reizgase wie etwa Buttersäure, Schwefelwasserstoff in Stinkbomben, Schwefeldioxid etc.
- mangelnder Körperhygiene und daraus folgendem übermäßigem Körpergeruch

Siehe auch
- Der Große Gestank, London (1858)

## Wortgebrauch
Früher gingen Wissenschaftler davon aus, dass die Pest und andere Krankheiten durch Gestank bzw. schlechten Geruch übertragen werden, der als Miasma bezeichnet wurde.
Einschlägige Redensarten sind im Deutschen: „Er stinkt wie ein Wiedehopf“; vgl. auch „Stunk machen“ (für: Zank anzetteln) und „ein Höllengestank“ (was auch eine volkstümliche Auffassung von der Hölle verrät). Besonders in Süddeutschland heißt es: „Handkäs stinkt von beiden Seiten“ – eine Redensart, die sagt, man finde an einer Sache aber auch gar nichts Gutes.
Metaphorisch wird auch Misstrauen oder Argwohn damit gekennzeichnet: „Bei diesem Geschäft stinkt doch etwas“; bzw. Lieschen zu Gretchen in Goethes Faust (beim Klatsch über ein anderes Mädchen): „Es stinkt. | Sie füttert zwei, wenn sie nun isst und trinkt.“
Rumänien diskutiert ein Gesetz zum Verbot, Gestank zu erzeugen.